# Atletica leggera ai Giochi della XXIX Olimpiade - 110 metri ostacoli

Video della Finale

Ai Giochi della XXIX Olimpiade, tenutisi a Pechino nel 2008, la competizione dei 110 metri ostacoli si è svolta dal 18 al 21 agosto presso lo Stadio nazionale di Pechino.

## Presenze ed assenze dei campioni in carica
| Competizione         | Atleta             | Prestazione | Pechino 2008 |
| -------------------- | ------------------ | ----------- | ------------ |
| Olimpiadi 2004       | Liu Xiang          | 12”91 =     | Presente     |
| Commonwealth 2006    | Maurice Wignall    | 13”26       | Presente     |
| Europei 2006         | Staņislavs Olijars | 13”24       | Presente     |
| Coppa del mondo 2006 | Allen Johnson      | 12”96       | Assente      |
| Asiatici 2006        | Liu Xiang          | 13”15       | Presente     |
| Panamericani 2007    | Dayron Robles      | 13”25       | Presente     |
| Africani 2007        | Selim Nurudeen     | 13”59       | Presente     |
| Mondiali 2007        | Liu Xiang          | 12”95       | Presente     |
|                      |                    |             |              |
| Mondiali junior 2004 | Aries Merritt      | 13”56       | 4° ai Trials |

1. ↑  L'altezza degli ostacoli è 99 cm.

## Cronoprogramma
| 6 Batterie         | 18 agosto, ore 11:10 | 42 partenti   | Si qualificano i primi 4 + gli 8 migliori tempi. |
| 4 Quarti di finale | 19 agosto, ore 11:10 | 8 + 8 + 8 + 8 | Si qualificano i primi 3 + i 4 migliori tempi.   |
| 2 Semifinali       | 20 agosto, ore 21:30 | 8 + 8         | Si qualificano i primi 4 di ciascuna semifinale  |
| Finale             | 21 agosto, ore 21:40 | 8 concorrenti |                                                  |

## Gara
Il campione uscente è l'idolo di casa Liu Xiang. L'atleta però non è in grado di difendere il titolo perché soffre ancora per un infortunio a un piede. Nei giorni precedenti il 18 agosto, la data dell'atteso debutto, ci si interroga sulle sue possibilità di partecipazione.
Nel giorno tanto atteso, Liu Xiang si presenta ai blocchi di partenza nella sesta batteria ma la gioia del suo pubblico per averlo visto in gara si tramuta presto in delusione quando il ragazzo, dopo lo sparo, esce di pista e si accomoda negli spogliatoi. Nella batteria precedente avevano dato forfait altri due attesi protagonisti: il campione europeo Stanislav Olijars, che si era infortunato al quadricipite durante il riscaldamento, e Terrence Trammell (argento a Sydney 2000 e ad Atene 2004), bloccatosi subito dopo la partenza, e ritiratosi dopo il primo ostacolo.
Il più veloce nei primi due turni è David Oliver (13"30 e 13"16). La prima semifinale è vinta dal primatista mondiale Dayron Robles in 13"12 su Payne e Doucouré. Oliver vince la seconda in 13"21. Robles è il favorito per la finale.
Il cubano parte molto bene raggiungendo il primo ostacolo in soli sette passi, contro gli usuali otto. Mantiene un chiaro vantaggio fino alla fine, senza sbagliare nulla. Il cronometro conferma che ha eseguito una gara perfetta: 12"93. Alle sue spalle è lotta tra i due americani con Payne che prevale su Oliver di un centesimo. Doucouré, reduce da un infortunio, può essere contento del suo quarto posto.

## Batterie
Lunedì 18 agosto.
Si qualificano per il secondo turno i primi 4 classificati di ogni batteria. Vengono ripescati gli 8 migliori tempi degli esclusi.

### 1ª Batteria
Ore 11:10

| Pos | Corsia | Atleta           | Paese         | Tempo | Note |
| --- | ------ | ---------------- | ------------- | ----- | ---- |
| 1   | 6      | Dayron Robles    | Cuba          | 13"39 | Q    |
| 2   | 4      | Andrew Turner    | Gran Bretagna | 13"56 | Q    |
| 3   | 5      | Wei Ji           | Cina          | 13"57 | Q    |
| 4   | 8      | Richard Phillips | Giamaica      | 13"60 | Q    |
| 5   | 3      | Evgeniy Borisov  | Russia        | 13"90 |      |
| 6   | 2      | Oleg Normatov    | Uzbekistan    | 14"00 |      |
| 7   | 7      | Jurica Grabusic  | Croazia       | 14"18 |      |

### 2ª Batteria
Ore 11:18

| Pos | Corsia | Atleta           | Paese             | Tempo | Note |
| --- | ------ | ---------------- | ----------------- | ----- | ---- |
| 1   | 6      | David Oliver     | Stati Uniti       | 13"30 | Q    |
| 2   | 5      | Jackson Quiñónez | Spagna            | 13"41 | Q    |
| 3   | 2      | Shamar Sands     | Bahamas           | 13"45 | Q    |
| 4   | 3      | Gregory Sedoc    | Paesi Bassi       | 13"50 | Q    |
| 5   | 8      | Jung-joon Lee    | Corea del Sud     | 13"65 | q    |
| 6   | 4      | Mikel Thomas     | Trinidad e Tobago | 13"69 | q    |
| 7   | 7      | Damjan Zlatnar   | Slovenia          | 13"84 | q    |

### 3ª Batteria
Ore 11:26

| Pos | Corsia | Atleta          | Paese        | Tempo | Note  |
| --- | ------ | --------------- | ------------ | ----- | ----- |
| 1   | 4      | Paulo Villar    | Colombia     | 13"37 | Q     |
| 2   | 2      | Ryan Brathwaite | Barbados     | 13"38 | Q, RN |
| 3   | 5      | Petr Svvoboda   | Rep. Ceca    | 13"43 | Q     |
| 4   | 7      | Dongpeng Shi    | Cina         | 13"53 | Q     |
| 5   | 8      | Ronald Forbes   | Isole Cayman | 13"59 | q, RN |
| 6   | 6      | Hector Cotto    | Porto Rico   | 13"72 | q     |
| 7   | 9      | Dudley Dorival  | Haiti        | 13"78 | q     |
| 8   | 3      | Abdul Rashid    | Pakistan     | 14"52 |       |

### 4ª Batteria
Ore 11:34

| Pos | Corsia | Atleta           | Paese       | Tempo | Note  |
| --- | ------ | ---------------- | ----------- | ----- | ----- |
| 1   | 2      | David Payne      | Stati Uniti | 13"42 | Q     |
| 2   | 6      | Ladji Doucouré   | Francia     | 13"52 | Q     |
| 3   | 8      | Selim Nurudeen   | Nigeria     | 13"58 | Q, RP |
| 4   | 5      | Maurice Wignall  | Giamaica    | 13"61 | Q     |
| 5   | 7      | Maksim Lynsha    | Bielorussia | 13"86 |       |
| 6   | 3      | Stanislav Sajdok | Rep. Ceca   | 13"89 |       |
| 7   | 4      | Masato Naito     | Giappone    | 13"96 |       |

### 5ª Batteria
Ore 11:42

| Pos      | Corsia | Atleta                       | Paese       | Tempo | Note |
| -------- | ------ | ---------------------------- | ----------- | ----- | ---- |
| 1        | 4      | Artur Noga                   | Polonia     | 13"53 | Q    |
| 2        | 5      | Igor Peremota                | Russia      | 13"59 | Q    |
| 3        | 6      | Dániel Kiss                  | Ungheria    | 13"61 | Q    |
| 4        | 8      | Anselmo da Silva             | Brasile     | 13"81 | Q    |
| 5        | 3      | Joseph-Berlioz Randriamihaja | Madagascar  | 13"91 |      |
| Ritirato | 2      | Terrence Trammell            | Stati Uniti |       |      |
| Ritirato | 7      | Stanislav Olijars            | Lettonia    |       |      |

### 6ª Batteria
Ore 11:50

| Pos      | Corsia | Atleta                   | Paese         | Tempo | Note   |
| -------- | ------ | ------------------------ | ------------- | ----- | ------ |
| 1        | 8      | Konstadinos Douvalidis   | Grecia        | 13"49 | Q, RN= |
| 2        | 5      | Marcel van der Westen    | Paesi Bassi   | 13"54 | Q      |
| 3        | 7      | Allan Scott              | Gran Bretagna | 13"56 | Q      |
| 4        | 4      | Samuel Coco-Viloin       | Francia       | 13"60 | Q      |
| 5        | 3      | Mohammed Issa Al-Thawadi | Qatar         | 13"64 | q      |
| 6        | 6      | David Ilariani           | Georgia       | 13"75 | q      |
| Ritirato | 2      | Liu Xiang                | Cina          |       |        |

Legenda:
- Q = Qualificato per il turno successivo;
- q = Ripescato per il turno successivo;
- RN = Record nazionale;
- RP = Record personale;
- NP = Non partito;
- Rit. = Ritirato.

## Quarti
Martedì 19 agosto.

Si qualificano per il secondo turno i primi 3 classificati di ogni batteria. Vengono ripescati i 4 migliori tempi degli esclusi.

### 1° Quarto
Ore 11:10

| Pos | Corsia | Atleta                 | Paese             | Tempo | Note  |
| --- | ------ | ---------------------- | ----------------- | ----- | ----- |
| 1   | 4      | David Payne            | Stati Uniti       | 13"24 | Q     |
| 2   | 7      | Petr Svoboda           | Rep. Ceca         | 13"41 | Q     |
| 3   | 9      | Dongpeng Shi           | Cina              | 13"42 | Q     |
| 4   | 5      | Konstadínos Douvalídis | Grecia            | 13"46 | Q, RN |
| 5   | 8      | Richard Phillips       | Giamaica          | 13"48 | Q     |
| 6   | 3      | Mikel Thomas           | Trinidad e Tobago | 13"62 | RP    |
| 7   | 6      | Igor Peremota          | Russia            | 13"70 | .     |
| 8   | 2      | Héctor Cotto           | Porto Rico        | 13"73 | .     |

### 2° Quarto
Ore 11:18

| Pos | Corsia | Atleta             | Paese         | Tempo | Note  |
| --- | ------ | ------------------ | ------------- | ----- | ----- |
| 1   | 4      | Dayron Robles      | Cuba          | 13"19 | Q     |
| 2   | 6      | Artur Noga         | Polonia       | 13"36 | Q, RP |
| 3   | 9      | Gregory Sedoc      | Paesi Bassi   | 13"43 | Q     |
| 4   | 8      | Samuel Coco-Viloin | Francia       | 13"51 | Q     |
| 5   | 5      | Andrew Turner      | Gran Bretagna | 13"53 | .     |
| 6   | 3      | Jung-joon Lee      | Corea del Sud | 13"55 | RN    |
| 7   | 7      | Shamar Sands       | Bahamas       | 13"55 | .     |
| 8   | 2      | David Ilariani     | Georgia       | 13"74 | .     |

### 3° Quarto
Ore 11:26

| Pos | Corsia | Atleta                  | Paese         | Tempo  | Note |
| --- | ------ | ----------------------- | ------------- | ------ | ---- |
| 1   | 8      | Maurice Wignall         | Giamaica      | 13"36  | Q    |
| 2   | 5      | Ryan Brathwaite         | Barbados      | 13"44  | Q    |
| 3   | 7      | Paulo Villar            | Colombia      | 13"46  | Q    |
| 4   | 4      | Marcel van der Westen   | Paesi Bassi   | 13"48  | Q    |
| 5   | 9      | Dániel Kiss             | Ungheria      | 13"63  | .    |
| 6   | 6      | Allan Scott             | Gran Bretagna | 13"66  | .    |
| 7   | 3      | Dudley Dorival          | Haiti         | 13"71  |      |
| .   | 2      | Mohamed Issa Al-Thawadi | Qatar         | Squal. | .    |

### 4° Quarto
Ore 11:34

| Pos | Corsia | Atleta           | Paese        | Tempo | Note |
| --- | ------ | ---------------- | ------------ | ----- | ---- |
| 1   | 5      | David Oliver     | Stati Uniti  | 13"16 | Q    |
| 2   | 7      | Ladji Doucouré   | Francia      | 13"39 | Q    |
| 3   | 4      | Jackson Quiñónez | Spagna       | 13"47 | Q    |
| 4   | 9      | Selim Nurudeen   | Nigeria      | 13"66 | .    |
| 5   | 3      | Ronald Forbes    | Isole Cayman | 13"72 | .    |
| 6   | 6      | Wei Ji           | Cina         | 13"80 | .    |
| 7   | 8      | Anselmo da Silva | Brasile      | 13"84 | .    |
| .   | 2      | Damjan Zlatnar   | Slovenia     | NP    | .    |

Legenda:
- Q = Qualificato per le semifinali;
- q = Ripescato per le semifinali;
- RN = Record nazionale;
- RP = Record personale;
- NP = Non partito;
- Squal. = Squalificato.

## Semifinali
Mercoledì 20 agosto.

Si qualificano per la finale i primi 4 classificati di ciascuna semifinale. Non ci sono ripescaggi.

### 1ª Semifinale
Ore 21:30

| Pos | Corsia | Atleta                 | Paese       | Tempo | Note |
| --- | ------ | ---------------------- | ----------- | ----- | ---- |
| 1   | 4      | Dayron Robles          | Cuba        | 13"12 | Q    |
| 2   | 6      | David Payne            | Stati Uniti | 13"21 | Q    |
| 3   | 5      | Ladji Doucouré         | Francia     | 13"22 | Q    |
| 4   | 3      | Richard Phillips       | Giamaica    | 13"43 | Q    |
| 5   | 2      | Konstadínos Douvalídis | Grecia      | 13"55 | .    |
| 6   | 8      | Gregory Sedoc          | Paesi Bassi | 13"60 | .    |
| 7   | 7      | Petr Svoboda           | Rep. Ceca   | 13"60 | .    |
| 8   | 9      | Paulo Villar           | Colombia    | 13"85 | .    |

### 2ª Semifinale
Ore 21:39

| Pos | Corsia | Atleta                | Paese       | Tempo | Note  |
| --- | ------ | --------------------- | ----------- | ----- | ----- |
| 1   | 6      | David Oliver          | Stati Uniti | 13"31 | Q     |
| 2   | 5      | Artur Noga            | Polonia     | 13"34 | Q, RP |
| 3   | 9      | Jackson Quiñónez      | Spagna      | 13"40 | Q     |
| 4   | 7      | Maurice Wignall       | Giamaica    | 13"40 | Q     |
| 5   | 8      | Shi Dongpeng          | Cina        | 13"42 | .     |
| 6   | 3      | Marcel van der Westen | Paesi Bassi | 13"45 | .     |
| 7   | 4      | Ryan Brathwaite       | Barbados    | 13"59 | .     |
| 8   | 2      | Samuel Coco-Viloin    | Francia     | 13"65 | .     |

Legenda:
- Q = Qualificato per la finale;
- RN = Record nazionale;
- RP = Record personale;
- NP = Non partito;
- Rit. = Ritirato.

## Finale
Giovedì 21 agosto, ore 21:40. Stadio nazionale di Pechino.
| Pos | Paese       | Atleta           | Tempo | Note |
| --- | ----------- | ---------------- | ----- | ---- |
|     | Cuba        | Dayron Robles    | 12"93 |      |
|     | Stati Uniti | David Payne      | 13"17 |      |
|     | Stati Uniti | David Oliver     | 13"18 |      |
| 4   | Francia     | Ladji Doucouré   | 13"24 |      |
| 5   | Polonia     | Artur Noga       | 13"36 |      |
| 6   | Giamaica    | Maurice Wignall  | 13"46 |      |
| 7   | Giamaica    | Richard Phillips | 13"60 |      |
| 8   | Spagna      | Jackson Quiñónez | 13"69 |      |